# John Moberger
John Wiktor Moberger, född 26 februari 1872 i Södra Vi socken, död 16 mars 1948 i Göteborg, var en svensk apotekare.
John Moberger var son till lantbrukaren Gustaf Wiktor Moberger och sonson till Johan Arvid Moberger. Han blev apotekselev 1887 och avlade farmacie studiosiexamen 1890 samt apotekarexamen 1895. han tjänstgjorde som laborant vid apoteket Nordstjärnan 1895–1910, var laborant vid apoteket Vasens droghandel i Stockholm 1910–1917, innehade apoteket i Billingsfors 1917–1923, arrenderade apoteket Enhörningen i Göteborg 1924–1929 och innehade detsamma 1929–1939, då han avgick med pension. Av Mobergers många uppdrag inom apotekarkåren märks att han var ordförande i centralstyrelsen för Sveriges farmaceutförbund 1908–1909 och Farmaceutiska föreningen 1908–1910 samt var ledamot av kommittéer för utredning rörande nyrekrytering, löner och andra fackfrågor. Moberger publicerade vetenskapliga uppsatser och därutöver behandlade han yrkespolitiska frågor i ett stort antal skrifter, bland annat Apoteksväsendets ordnande efter 1920 (1907), Hvad bör förstås med apoteksvara? (1909), Apoteksarrendefrågan (1910) och Centrallaboratorium eller apotekslaboratorium (1920).